# Brandon Dominguès
Brandon Dominguès (* 6. Juni 2000 in Grenoble) ist ein französisch-portugiesischer Fußballspieler. Der zentrale Mittelfeldspieler spielt seit 2022 für Honvéd Budapest.

## Karriere

### Verein
Dominguès spielte bis 2016 in der Jugendabteilung von Grenoble Foot. Im Anschluss war er Teil der Jugend von ES Troyes AC. Ende 2017 debütierte er für die zweite Mannschaft. 2018 und 2019 steigerte sich seine Spielzeit innerhalb der Reservemannschaft. Im September 2020 stand der Spieler erstmals im Kader der ersten Mannschaft im Spiel gegen die AJ Auxerre und debütierte nach einer Einwechslung in der 80. Minute für Lenny Pintor. In den folgenden Wochen kam er regelmäßig zum Einsatz und gab am zehnten Spieltag als Reaktion auf ein Tor und eine Vorlage im vorherigen Spiel sein Startelfdebüt. Auf mehrwöchige Nichtnominierung für den Kader folgte ab Januar bis zum Saisonende eine Rolle als Rotationsspieler, in der er meist ungefähr 15 Minuten vor Schluss eingewechselt wurde. Am Ende der Spielzeit, die die Mannschaft als Zweitligameister abschloss, standen so 18 Ligaspiele mit einer durchschnittlichen Spielzeit von 18 Minuten zu Buche. Die nächste Saison begann er in ähnlicher Rolle und absolvierte bis Februar elf Spiele in der Ligue 1, bevor er im Anschluss nicht mehr für den Kader berücksichtigt wurde. Im August 2022 wechselte der Spieler zu Honvéd Budapest.